# 黎巴嫩人质危机
黎巴嫩人质危机是指1982年至1992年间有104名外国人质在黎巴嫩被绑架。當時正值黎巴嫩內戰期間。這些人质主要是美国人和西欧人。至少有8名人质在囚禁期间死亡。  而在整個黎巴嫩內戰期間，估计有17,000人在被绑架后失踪。 
綁架兇手似乎是來自真主党的大约十几名男子。  不過真主党否认参与綁架。 伊朗和叙利亚也被指控參與綁架。 真主黨可能是为了阻止美国、叙利亚或其他国家对真主党进行报复而劫持人质。 